# Ali Abbas Al-Hilfi
Ali Abbas Mshehed Al-Hilfi (in arabo محمد زيدان‎?; Baghdad, 30 agosto 1986) è un ex calciatore iracheno, di ruolo centrocampista.

## Caratteristiche tecniche
Ricopre il ruolo di ala sinistra.

## Carriera

### Club
Ha iniziato la sua carriera calcistica nell'Al-Talaba, squadra della sua città, per poi trasferirsi all'Al-Quwa Al-Jawiya. Nel 2008 si trasferisce in Australia, per giocare dapprima con il Marconi Stallions, poi con il Newcastle Jets, dove ha collezionato 60 presenze con tre reti segnate. Il 21 maggio 2012, da svincolato, passa al Sydney FC, firmando un contratto biennale.

### Nazionale
Nel 2007 entra a far parte della nazionale, disputando la Coppa d'Asia.

## Palmarès

### Nazionale
- Coppa d'Asia: 1

2007